# Marco Bos (schaatser)
Marco Bos (Haastrecht, 30 november 1986) is een Nederlands langebaanschaatser. Hij is sterk als allrounder, maar zijn beste afstanden zijn toch de middenafstanden. Zijn debuut bij de senioren kwam bij het NK allround 2010. Hij werd daar 21e. Het volgende grote toernooi dat hij mocht schaatsen was het NK afstanden 2011 in Thialf. Op de 1500m werd hij daar 24e. Bos schaatst bij Team Nino, waar hij getraind wordt door Flip van Hoek en Milan Kocken.

## Persoonlijke records
| Afstand      | Tijd     | Datum            | Baan       |
| ------------ | -------- | ---------------- | ---------- |
| 500 meter    | 38,31    | 9 oktober 2010   | Erfurt     |
| 1000 meter   | 1.14,96  | 11 december 2009 | Heerenveen |
| 1500 meter   | 1.51,47  | 5 februari 2012  | Heerenveen |
| 3000 meter   | 3.55,12  | 17 februari 2011 | Heerenveen |
| 5000 meter   | 6.38,67  | 28 december 2010 | Heerenveen |
| 10.000 meter | 14.21,80 | 13 februari 2011 | Groningen  |

## Resultaten
| Jaar | NK Afstanden | NK Allround |
| ---- | ------------ | ----------- |
| 2011 | 24e 1500m    | NC23        |